# Epidendrum macrocarpum
Epidendrum macrocarpum är en orkidéart som beskrevs av Louis Claude Marie Richard. Epidendrum macrocarpum ingår i släktet Epidendrum och familjen orkidéer. Inga underarter finns listade i Catalogue of Life.

## Bildgalleri

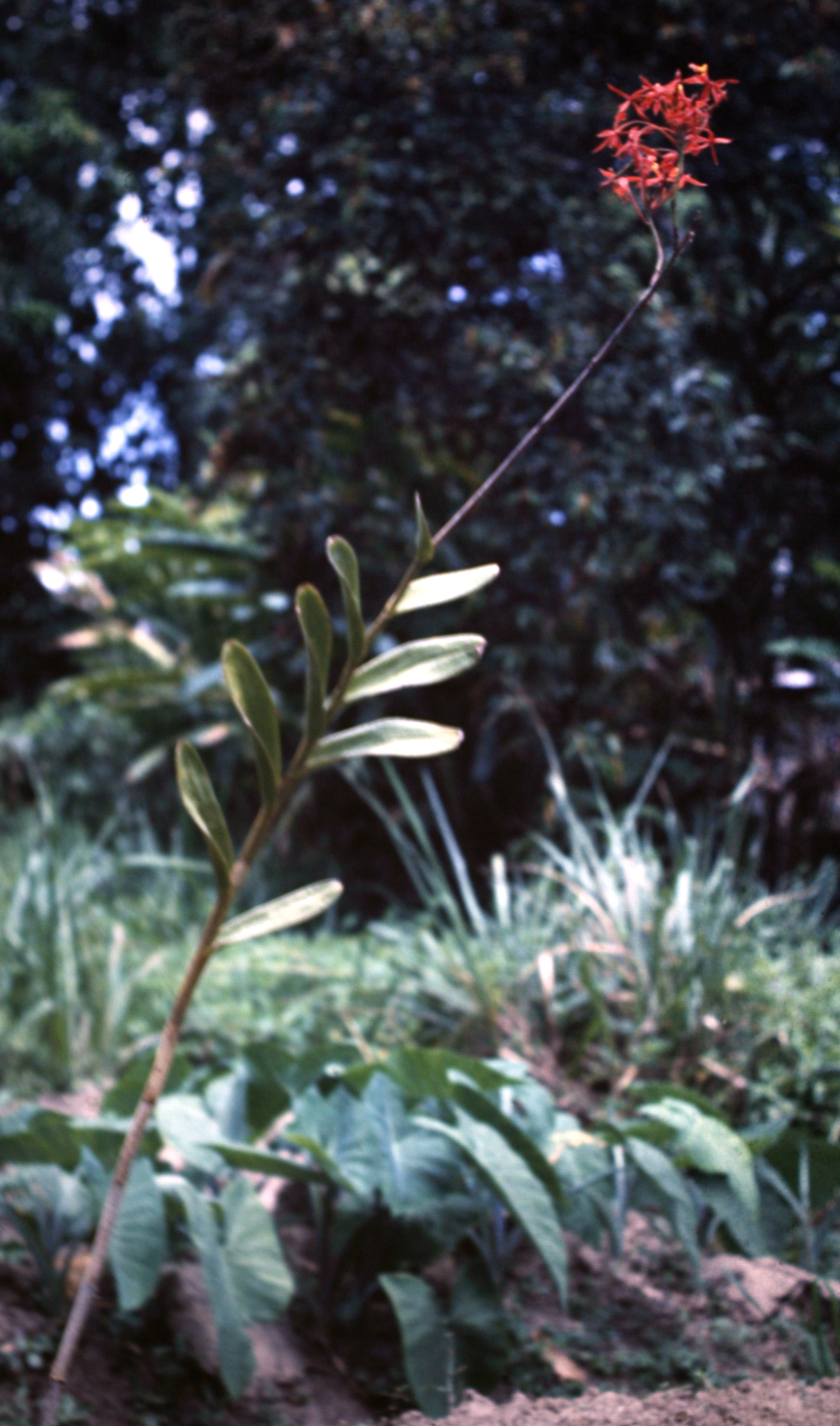
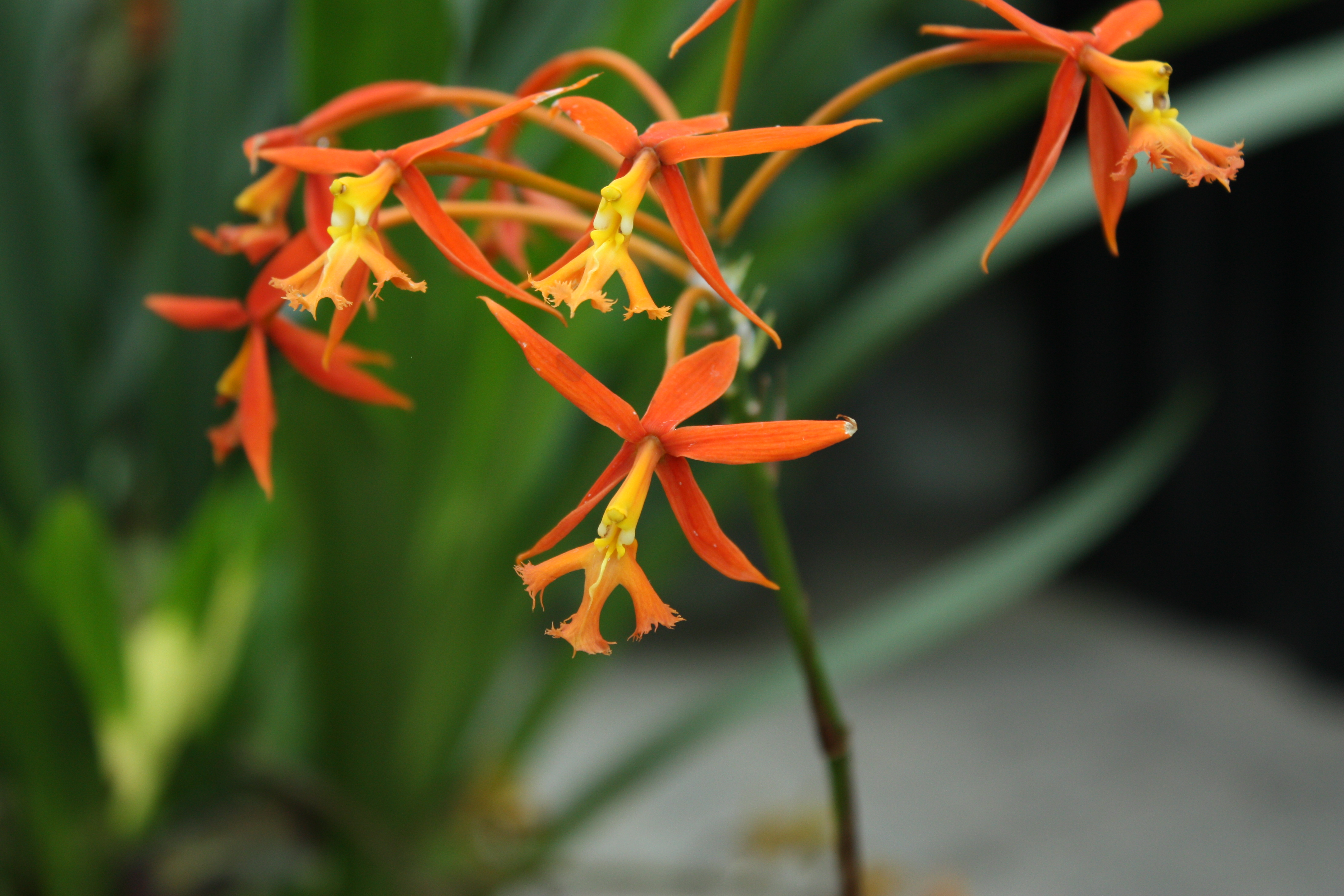
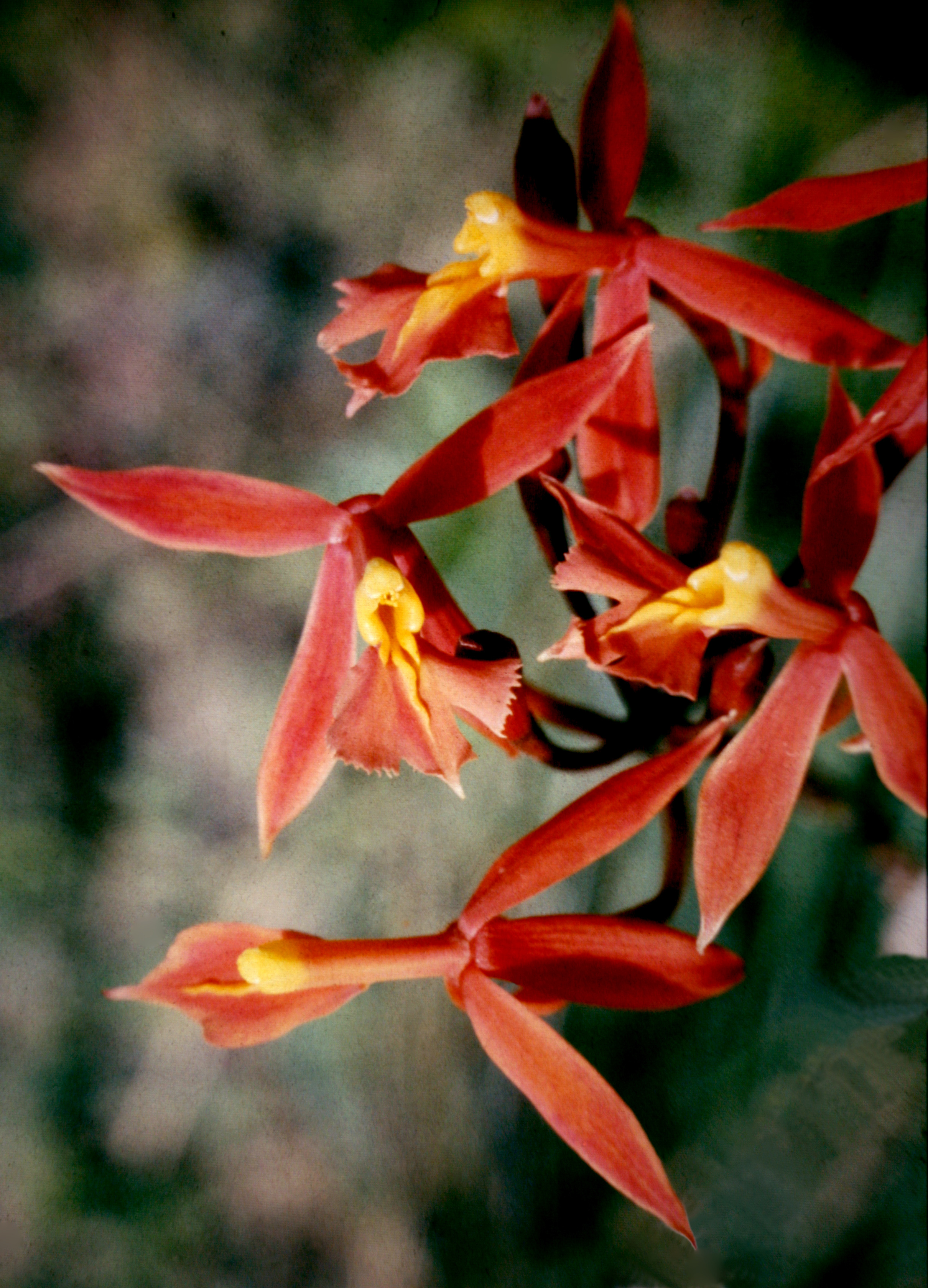
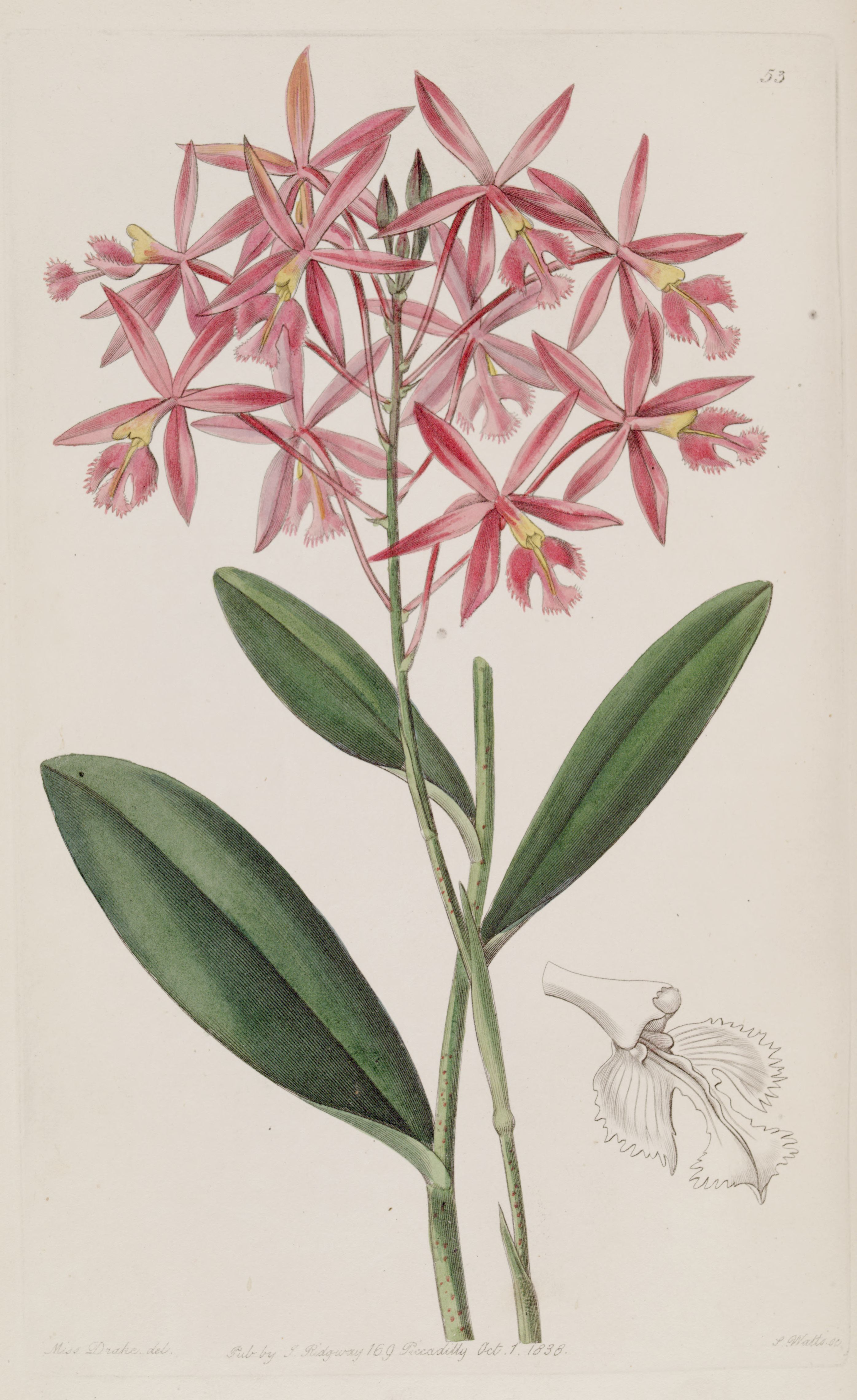
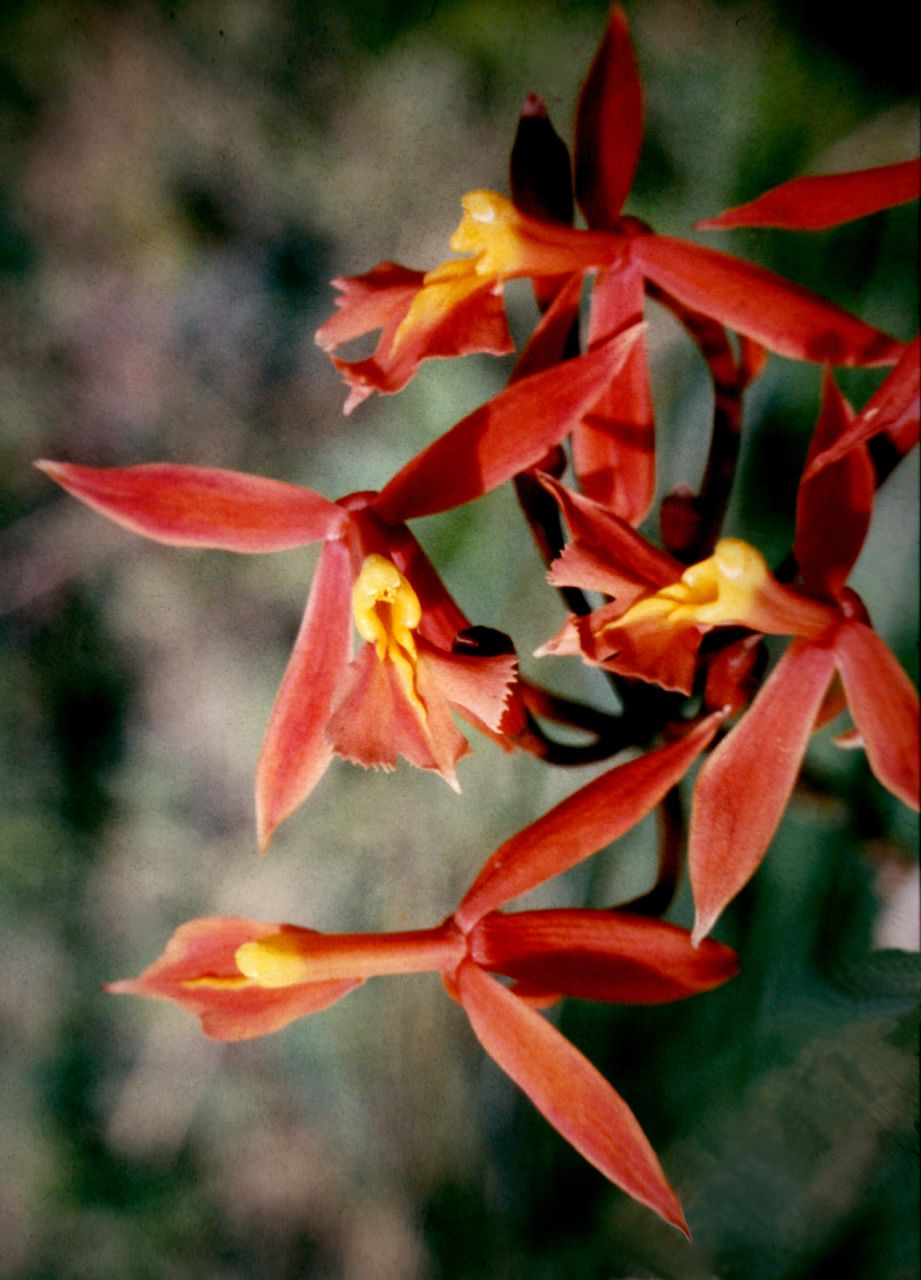